# Desiderio Arias
Desiderio Arias Álvarez (Montecristi, 1872 - Gurabo, 20 de junio de 1931) fue un militar dominicano, que alcanzó un gran prestigio y pudo ganarse el respeto de sus seguidores y del pueblo dominicano, posicionándose como uno de los grandes hombres de batalla de la República Dominicana. Ganó alta popularidad entre los pobladores de la Línea Noroeste, especialmente en Montecristi y demás pueblos más  aledaños. 

## Primeros años
Nació en 1872 en Las Aguas de Montecristi. Sus padres fueron Tomas Arias y María Eugenia Álvarez, y sus hermanos Evangelista y Francisco. Arias nace durante el cuarto gobierno de Buenaventura Báez. Siendo aún muy joven se trasladó a Montecristi, donde su prima segunda Calixta Álvarez Vial le recomendó con su cuñado Juan Isidro Jiménes para que trabajara en la casa comercial de J.I. Jiménez & CIA ya que esta estaba casada con Manuel de Jesús Jiménes quien era el hermano de Juan Jiménes. Desiderio se hizo apreciar por su seriedad y don de servicio.

## Inicios en la política
El 1 de enero de 1902 contrae matrimonio con Simeona Castro, conocida como Pomona, hermana del general Andrés Navarro, un reconocido político y militar de la línea noroeste, y uno de los principales hombres de armas del presidente Jiménez. El 2 de mayo de ese mismo año Vásquez derroca a Jiménez. Al año siguiente se produce otro cambio de gobierno, esta vez le tocó el turno al general Carlos Morales Languasco, quien nombró a Arias como gobernador de Montecristi, cargo que este ocupó hasta 1906, cuando el vicepresidente Ramón Cáceres tomó posesión de la primera magistratura, a raíz de que a Morales lo obligaron a abandonar la presidencia y retirarse del país.

## Vida activista y exilio
Un año después Desiderio Arias y el general Demetrio Rodríguez se rebelan contra Cáceres en el noroeste, pero el gobierno logra sofocar a los revoltosos. Rodríguez resulta muerto y Arias se va al exilio a Saint Thomas; New York, Estados Unidos; y Ponce, Puerto Rico. Permanece unos años en el exterior, hasta que recibe la noticia de que el presidente Cáceres fue asesinado en una emboscada en la carretera de Haina, en Santo Domingo, frente a la playa de Güibia. En 1911, Eladio Victoria se hizo cargo de la presidencia.
Durante ese período estalla una guerra civil que se extiende por todo el país, y Desiderio Arias se traslada hacia Saint Thomas, donde Horacio Vásquez se prepara para combatir al gobierno de Victoria. Desde allí se dirige con su guerrilla hasta la frontera haitiana, luego entra al país por la Línea Noroeste, específicamente Monte Cristi, donde inicia formalmente los combates.

## Participación en la Guerra de los Quiquises
En 1912 el país sufrió una de las más crueles luchas, a la cual se le denominó Guerra del Doce, que fue una de las más sangrientas batallas registradas en el país. En ella Arias luchó con valor y demostró sus hazañas de militar de batalla. Esto le permitió demostrar sus excepcionales condiciones de guerrillero, y ganó más fama, mayor popularidad e influencias.
En uno de por lo menos seis casos en los que combatirían en bandos opuestos, dos primos noroestanos se enfrentaron en Montecristi en la contienda desatada en el país en 1912, en las postrimerías del gobierno de la victoria.
El general Desiderio Arias Álvarez y su primo segundo Enrique Jiménez Álvarez, esta vez en el bando gobiernista, se enfrentaron cuando siendo el segundo el gobernador de Montecristi, el primero encabezaba los contingentes rebeldes en la región noroestana.
El perdón de la revuelta armada se había paseado triunfante por el país, y el único reductor gobiernista era Montecristi, donde fuerzas leales al mando del gobernador Jiménez resistían en las dos fortalezas existentes entonces en aquella ciudad. Estas fortificaciones eran la San Fernando y la Saint Pierre.
ROMPE TREGUA
Después de que los bandos beligerantes hubieran convenido una tregua de doce días, esta fue interrumpida por el general Arias.
La tregua había sido pactada con la mediación de los comisionados horacistas general Teófilo Cordero Bidó y el licenciado Carlos F. De Moya, actuando ambos en representación del general Horacio Vásquez. Procedían de Sánchez, donde se ultimaba el acuerdo para la renuncia del presidente Eladio Victoria, a quien sucedería monseñor Adolfo A. Nouel.
La ruptura de la tregua se produjo el domingo 24 de noviembre, después de resultar inútil la mediación del cuerpo consular. En la acción hubo más de cuarenta bajas.
Según refiere el vocero Voz del Pueblo, que entonces se publicaba en Montecristi, la artillería desde el fuerte Saint Pierre y los nutridos fuegos de fusilería de gobiernistas y rebeldes causaron deterioro en establecimientos comerciales y casas destinadas a viviendas. En el periódico La Información se especifica que entre los muertos solamente hubo uno no beligerante.
En vísperas de vencer el armisticio, los cónsules mediadores habían pedido al general Arias una prórroga del mismo; pero Arias no solamente no accedió, sino que rompió el fuego dos días antes del vencimiento.
Fue así como en la noche del martes siguiente entraban a la ciudad las fuerzas de Arias, en tanto que la desalojaban y se dirigían a Puerto Plata el gobernador Jiménez y sus soldados.
EN BANDOS OPUESTOS
Entre otras ocasiones en que los primos Arias y Jiménez militaron los bandos contrarios se recuerda la de 1924.
Aquella vez Arias y Jiménez habían estado haciendo causa común dentro de la Coalición Patriótica de Ciudadanos, heredara el jimenismo histórico que con el concurso de Arias, postulaba para la primera magistratura el licenciado Francisco José Peynado.
Otros entonces abandonaron la Coalición fueron los generales Francisco Antonio Jorge, Leopoldo Espaillat y Apolinar Rey.
La renuncia del licenciado Jiménez, quien paso a las filas de la Alianza Nacional- Progresista, constituyó un rudo golpe para el coalicionismo, sobre todo San Pedro de Macorís.
Ya antes se había enfrentado Arias y Jiménez a raíz de los sucesos que en 1916 había determinado la renuncia del presidente Jiménez. Este ocupaba la secretaría de Estado de lo Interior Y Policía, en tanto que Arias servía las carteras de Guerra y Marina.
DISCREPAN EN 1930
Otra campaña en la que los parientes Arias y Jiménez estuvieron opuestos fue la llevada a cabo en 1930 para la elevación del general Rafael L. Trujillo a la Primera Magistratura.
Mientras que el general Arias hubo de ser uno de los más prestigiosos sustentadores del candidato confederado, el licenciado Jiménez, entonces residente en San Pedro de Macorís, simpatizaba con los desideristas disidentes que allí dirigía el licenciado Froilán Tavares.
Triunfante Trujillo, el licenciado Jiménez partió hacia el extranjero. Se estableció en Bogotá, Colombia, y allí murió el 14 de abril de 1942.
Como ironía procede señalar que Enrique Jiménez Álvarez, no trujillista de 1930, sale hacia el exilio en 1934, cuando ya su primo el ex trujillista Arias lleva tres años de haber sido víctima de la tiranía.
No solamente no coincidieron Arias y Jiménez en la filiación trujillista, sino que además el segundo fue el padre de bizarro comandante Enrique Jiménez Moya, quien en 1959 encabezó la expedición anti trujillista de Constanza, Maimón, y Estero Hondo.
Desiderio Arias, hijo de Tomas Arias y María Eugenia Álvarez Arocha, nació en Las Aguas, Montecristi, hacia 1872. Enrique Jiménez hijo de Manuel María Jiménez Pereira y Calixta Álvarez, nació en Sabaneta el 6 de septiembre de 1879.
Sus respectivas madres eran primas hermanas, nietas comunes del español Eugenio Álvarez.

## Intervención estadounidense y dimisión de Jimenes
En 1914 Jimenes llega nuevamente a la presidencia y de inmediato nombra a Arias como Ministro de Guerra y Marina.Estados Unidos sospechó que Arias daría un golpe de Estado a Jimenes, lo que Washington argumentó para intervenir en el país. Jimenes renuncia de la presidencia mientras en Monte Cristi se arma otra sublevación, pero los estadounidenses logran vencerla.

## Toma de posesión de Vásquez, su posterior derrocamiento y ascenso al poder de Trujillo
En las elecciones de 1924 Vásquez logra ganar y se pone fin a la intervención estadounidense. Tiempo después, Arias, en alianza con Rafael Leónidas Trujillo y Rafael Estrella Ureña, forma parte de un complot para derrocar a Vásquez. Estrella toma la presidencia provisionalmente.
GENERAL DESIDERIO ARIAS Ministro Agricultura Decreto n.º 1258 del 3 de marzo de 1930, 3 de marzo de 1930 a 31 de julio de 1930. El General Arias permaneció por poco tiempo en el Despacho, porque fue postulado para Senador por la Provincia de Monte Cristi por la Confederación de Partidos, recibiendo licencia por el tiempo que durara el periodo eleccionario mediante el Decreto n.º 1282 del 21 de abril de 1930. Se le concedió otra licencia el primero de agosto de ese año por el Decreto n.º 1324, quedando Encargado de la Secretaría don César Tolentino, a quien se le designó en el cargo el 16 de agosto.

## Última sublevación de Arias y posterior asesinato
La publicación del manifiesto al país por parte de Arias profundizó el distanciamiento entre Trujillo y Arias. El texto constituía una especie de autocrítica en la que se expresaba la negatividad de las «guerras civiles» y «los beneficios de la paz,» y se acentuaba la inutilidad de la acción del 23 de febrero. «Él (Trujillo) solo resucitó odios y pasiones, dando una oportunidad mayor que nunca al entronizamiento de la traición y al incremento del crimen, alentando los abusos de autoridad y los excesos del poder”.
El texto expresaba alarma por la marejada de crímenes que se estaban materializando en esos momentos y refería los nombres de las personas asesinadas en los inicios del régimen, tal como la del periodista y dirigente horacista Virgilio Martínez Reyna el primero de junio de 1930, quien había advertido a Vásquez sobre los aprestos conspirativos de Trujillo, y su esposa Altagracia Almánzar, que se encontraba en estado de embarazo. Este crimen horripilante se le imputó al sanguinario general José Estrella, quien al caer en desgracia con el régimen fue apresado y acusado de haber embarazado a tres hermanas. Asimismo, en el manifiesto quedó plasmado el más severo auto reproche del general Arias:

“Por todas estas gravísimas cosas, yo me confieso culpable de esta situación, toda vez que irreflexivamente favorecí la candidatura del general Trujillo, mas yo deseo hacer constar que me engañé aquella vez por tener la creencia de que un hombre joven como él estaría enamorado de la gloria personal y del bien del pueblo y de la Patria y podía merecer todo por una obra de gobierno digna de la época y propicia del momento histórico que vivía la República; tuve fe, repito, en el orgullo que pone la juventud que no se ha corrompido y creí que el general Trujillo hubiera sido capaz de hacer del país una verdadera nación organizada en donde el derecho, la justicia, el amor, la cordialidad y el respeto a la vida y a la propiedad constituyeran el patrimonio de la sociedad y de la patria”.

### Primeras represalias
En los días subsiguientes miembros del ejército asesinaron en el parque Colón de Santo Domingo al general Alberto Larancuent (27 de septiembre de 1930), compañero de lucha de Arias, y al también general Pulú Pelegrín en Puerto Plata así como a Manuel de Js. Gómez.
A todos estos crímenes se adicionan, de acuerdo con el manifiesto, 18 fusilamientos en San Francisco de Macorís, 116 en Puerto Plata y 100 en Moca bajo el pretexto de ser cómplices del general horacista Cipriano Bencosme. Arias denunció también que la noche del 16 de diciembre de 1930, en medio de la carretera Sánchez, y bajo amenazas de armas, se le quería imponer la renuncia de su cargo de senador por la provincia de Montecristi.
Idéntica coacción recibió uno de los diputados del Partido Liberal al día siguiente. Denunció igualmente que el jefe del ejército reemplazó todos los jueces de la corte y de los tribunales que consideraba desafectos.
La conciencia de Arias quedó fuertemente impactada con el asesinato en Sabaneta de Evangelista Peralta (Tío Sánchez), el primero de septiembre de 1930, el guerrillero que en la manigua «le llenaba todos los huecos de la más mínima imprevisión y le ponía a salvo de asaltos», según Rufino Martínez. Los rumores circulantes en la época ubicaban al general Arias y a Estrella Ureña como las próximas víctimas.

### Primer intento y repliegue
A los pocos días de la publicación del manifiesto, específicamente el 13 de junio de 1931, y ante el aumento de las tensiones, un contingente de 132 personas, muchas de ellas soldados vestidos de civil y presos criminales, salió de la fortaleza San Luis de Santiago hacia Mao, pero al llegar en camiones al paso de Guayacanes confrontaron graves dificultades para vadear el río Yaque del Norte debido a desperfectos del motor de la barca utilizada para esos fines. Esto los obligó a cruzar impulsando la rústica embarcación con fuerza humana, y naturalmente, ese gran número de hombres en ese trajinar y luego movilizándose hacia la ciudad llamó la atención de los lugareños que de inmediato le avisaron al general Arias, quien ya estaba a la expectativa por la escalada represiva desatada.
Las tropas penetraron de forma súbita y violenta al pequeño poblado de Mao y en un primer enfrentamiento mataron a dos de los acompañantes del líder noroestano. Por lo imprevisto de la acción, solo un reducido grupo de personas pudo acompañar al debilitado y enfermo caudillo en su retirada hacia las lomas de Gurabo, lugar familiar para él, en un movimiento completamente defensivo para rearticular sus menguadas fuerzas.
Los ideólogos del régimen exitosamente divulgaron la especie de que Arias se había sublevado motu proprio, cuando en realidad se trató de un movimiento de supervivencia ante la inminencia de su muerte.
En esta repentina y confusa acción defensiva, y en el trayecto hacia las lomas de Zamba (Gurabo), algunos de los miembros de la retaguardia, en el lugar denominado Las Caobanitas, en la encrucijada de los caminos que conducen a Pueblo Nuevo y a Santiago Rodríguez, hicieron frente a las tropas oficiales para dar tiempo a que Arias llegara a su refugio.
Como se puede fácilmente colegir, no se trató de una actitud levantisca o guerrillera como se empeñó en divulgar la dictadura, y todavía consignan muchos textos, sino de una actitud defensiva destinada a preservar su vida.
De hecho, en Mao eran vox populi los achaques de salud del general Arias, lo cual le impedía incluso asistir a las sesiones del Congreso en Santiago desde el primero de mayo de 1931 y mucho menos enfrascarse en acciones guerrilleras que demandaban tanto un gran esfuerzo físico como la disponibilidad de ingentes recursos monetarios, al margen de que el escenario y los actores ya no eran los mismos.
Se ha estimado que Arias disponía de unos 100 hombres, de los cuales solo la mitad estaba dotada de armamentos. En cambio, las tropas oficiales se incrementaron en unos 450 miembros, que portaban modernos armamentos.

### Planificación del asesinato
De acuerdo con informaciones de Thomas Watson, la acometida contra el bizarro caudillo se produjo tras la captura en Puerto Plata de un «agente reclutador de Arias». El 15 de junio Trujillo visitó a Mao para enterarse de los pormenores de la acción militar pero continuó hacia Montecristi, Dajabón, Guayubín y Sabaneta para solicitar a la población su colaboración en la captura de Arias.
Ante el desplazamiento defensivo de Arias hacia las colinas ubicadas en la parte central de la provincia Valverde, la burocracia local organizó varios actos en apoyo del régimen. En la tarde del 15 de junio se realizó un mitin de apoyo a Trujillo en el parque Amado Franco Bidó de Mao, en el que participaron, según la crónica del poeta Osvaldo Bazil, más de 500 personas. En el mismo fungió como orador principal Mario Fermín Cabral, quien afirmó que: “… el propósito del Gobierno es el de robustecer una vez más las garantías para todos los ciudadanos». Trujillo observó el acto desde la galería del club Quisqueya y posteriormente se reunió con los alcaldes pedáneos «para recomendarles que inspiren confianza a los campesinos y eviten que sean víctimas de los atropellos”.
Tres días antes del asesinato de Arias, el 17 de junio de 1931, el secretario de Estado de la Presidencia emitió una concisa nota en la cual consignaba oficialmente la persecución judicial de Desiderio Arias, Francisco Morillo y Victoriano Almánzar como autores materiales de la muerte del agricultor Vertilio Reyes, con lo que se pretendía legitimar cualquier acción violenta del ejército y se decretaba de esta manera la muerte del general Arias, quien llevaba todas las de perder debido a que carecía de armas para enfrentar al ya sólido ejército trujillista, temido por toda la población.
Esta «nueva fuerza de modernización» que era el ejército, con el monopolio absoluto de las armas, infundió el temor entre la población, además de que se politizó con gran celeridad. El fracaso del ejército en su función de preservar el orden y proceder apolíticamente fue reconocido por las propias autoridades norteamericanas radicadas en el país. “La población desarmada ya no podía luchar contra un ejército moderno, bien equipado, y bien entrenado. Tampoco podían hacerlo los viejos «generales», sin prestigio y con pocas armas como se evidenció en los casos de Pedro A. (Piro) Estrella (1930), Cipriano Bencosme (1930) y Desiderio Arias (1931)”.
El mismo día 17 de junio se celebró un baile en el club Quisqueya de Mao, dedicado a Trujillo. En nombre del jefe, ofreció las gracias el entonces gobernador de Santiago, Francisco Pereyra hijo, y de acuerdo con la nota de Osvaldo Bazil: “todo respira paz y deseos de sosiego, a pesar de que más de 30 generales están reunidos junto al Presidente, deseosos de cooperar a la extinción del incidente espantadizo que dio lugar a la creencia de que el orden público correría riesgo de ser alterado. La más dichosa paz brilla en Mao como una ofrenda a los hombres de trabajo que abundan en esta próspera región”.
Pocos días antes de la muerte de Arias, Trujillo había expresado, con mucha seguridad, en el comercio de don Emilio Reyes Aranda, ubicado en ese entonces en la calle Independencia, esquina 27 de Febrero, que el general Arias carecía de armas para tumbarlo. Esta versión coincide con la ofrecida por el coronel Cutts, quien seis semanas antes de la muerte de Arias, y en un reporte de inteligencia a Washington, informaba que «Trujillo prácticamente estaba apoyando financieramente a Arias y a sus seguidores y por eso no les temía y se refería a él como “ese pobre viejo” y lo trataba con cierta cordialidad». La incongruencia de estos asertos es notoria, pues si realmente no se le temía al caudillo no había necesidad de trasladar el gobierno a Santiago.
Sobre la defección de los correligionarios de Arias, antes de su muerte, se hizo eco también en la prensa nacional el diputado Virgilio Trujillo, hermano del tirano, quien declaró que: “…los hombres que en el pasado siguieron ciegamente al general Arias, le han dado el frente, porque esos mismos hombres, congregados al lado del general Trujillo, constituyen una vanguardia a la actitud asumida por el general Arias”.
El escenario para «el fin del caudillismo» estaba preparado, y, con la determinación de dirigir las maniobras encaminadas a liquidar el avezado caudillo, Trujillo prácticamente instauró su gobierno en Mao, respaldado por un fuerte contingente militar. El 20 de junio el dictador retornó a Santiago y ese mismo día se produjo la muerte de Arias. La versión oficial difundida sobre la muerte de Arias, a quien se atribuía la conducción del movimiento revolucionario, refiere que este pereció en la mañana del sábado 20 en los cerros de Gurabo (Mao) al ser sorprendido su campamento “por una patrulla del ejército nacional dirigida por Felipe Ciprián”.

### Ataque
De acuerdo con la crónica periodística, al momento de consumarse la acción Arias y sus hombres se hallaban alojados en un rancho en medio de un campo sembrado de maíz, en compañía de unos diez hombres y estaba “posicionado” en uno de los puntos más estratégicos de aquellas lomas, desde donde dominaba la entrada principal y todos los caminos vecinales.
El grupo se hallaba a la expectativa para repeler cualquier embiste, el cual esperaban por el camino, sin calcular que el asalto podía llegarles por otra parte, pues parecían estar seguros de que era inaccesible aquel sitio por cualquier otra vía. La guerrilla del capitán Felipe Ciprián, secundada militarmente por el general José Estrella y por los tenientes del ejército, González, Mélido Marte y Ludovino Fernández, y apoyada por un conocedor de aquellos terrenos, realizó un rodeo del campamento revolucionario y cayó sorpresivamente sobre el general Arias y sus compañeros.
Esta versión difundida por los diarios nacionales presenta similitudes con la que expone el aventurero William Burke en sus Memorias:

“Ciprián dejó a Fernández con veinticinco soldados vigilando un costado de la loma, mientras él, con cautela, daba la vuelta con el resto de su equipo para cortarle la retirada del otro lado. Los fugitivos fueron tomados por sorpresa y no tuvieron la oportunidad de hacer gran resistencia, especialmente contra soldados bien entrenados y apertrechados con armas superiores. Varios fueron muertos en sus esfuerzos por escapar, mientras buscaban refugio de árbol en árbol. El mismo Arias fue seriamente herido. Su amigo Salomón (sic) Abad, un rico comerciante sirio, trató de arrastrarlo hacia un lugar seguro. Abad fue también herido, pero salió corriendo y escapó”.

Los hechos, sin embargo, ocurrieron de otro modo, y de acuerdo con testigos de la época no concuerdan con las declaraciones oficiales. La versión más verosímil niega rotundamente la posibilidad de enfrentamiento militar entre las tropas oficiales y las del general Arias, quien, como ya se ha visto, contaba con pocas armas, y plantea que al momento de su muerte, Arias se hallaba acompañado de victoriano Almánzar y del general Francisco Morillo.
Almánzar, quien ya había pactado con Trujillo, hábilmente logró dispersar a varios de los seguidores del caudillo y fue la persona que lo asesinó al propinarle un balazo en la columna vertebral cuando simulaba ayudarlo a cruzar una alambrada. Luego de esto, Almánzar, que ya percibía un salario como miembro de la escolta de Arias, salió disparando tiros al aire y exclamando ¡viva el gobierno!, lo que al parecer formaba parte de los acuerdos con las tropas oficiales. Otra versión, mucho más próxima a la verdad que la del aventurero Burke, la ofrece la historiadora montecristeña Olga L. Gómez, quien, basándose en las memorias de su padre, miembro del séquito de Arias, expone que al avanzar por las lomas de Gurabo, Almánzar iba a la vanguardia y el coronel Bruno de la Cruz a la retaguardia y al realizar un doblez en el camino, el primero imprudentemente exclamó: ¡ahí viene la guardia!, que eran los términos claves de la delación, escapando Almánzar en dirección contraria, resultando completamente ileso mientras Arias caía víctima de una lluvia de proyectiles disparados por las tropas oficiales.
En la época en que ocurrió el acontecimiento se comentó insistentemente que Almánzar, que ya percibía el final de su líder, estaba en componenda con los colaboradores de la dictadura. Este sujeto, con el discurrir del tiempo, entró en contradicción con el dictador, quien le encargó su muerte a otro conocido matón de Mao. El crimen lo observó alguien que en esos momentos realizaba labores de topografía. Luego de la muerte de Arias, muchos de sus seguidores, principalmente los hermanos Torres y los Chacos debieron esconderse, ya que Almánzar los persiguió tenazmente con el objetivo de liquidarlos. En la refriega contra Arias también cayó víctima de las balas un haitiano llamado Maken, que se encontraba recogiendo tabaco en el área.

### Decapitación
El aventurero Burke narra una versión carente de fundamento:

“… cuando Fernández sacó la cabeza del macuto y la levantó el presidente bramó de ira. Le ordenó a Fernández que regresara a buscar el cadáver para que se le diera un entierro decente. Ya estaba oscuro cuando regresaron al lugar del enfrentamiento y no pudieron encontrar el cadáver del general… Así que le cortaron la cabeza a otro fugitivo muerto y se llevaron el cadáver a Santiago. Allá, a la luz de las velas, le ajustaron la cabeza de Arias al tieso cadáver, le tiraron una sábana por arriba y se fueron. Desgraciadamente, Arias había sido un hombre de tipo muy negro y el cadáver que le habían pegado era de un amarillo fuerte.

El ingeniero Pedro Delgado Malagón refuta la descripción de Burke sobre el destino del cadáver de Arias, para lo cual se fundamenta en el testimonio de su abuelo, el médico militar Ángel Delgado Brea. Relata que el doctor Delgado recibió instrucciones de «preparar instrumental y materiales sanitarios de emergencia», y luego se le invitó a ocupar el asiento de uno de los carros de la caravana encabezada por Trujillo. Al arribar a la barca utilizada en esa época para cruzar el río Yaque del Norte para llegar a Mao, el teniente Ludovino Fernández le informa a Trujillo: “General, allá le tengo la cabeza de Desiderio” y Trujillo, contrariado, le respondió: “muy mal hecho”.
Al llegar a la alcaldía comunal, a la sazón ubicada en la calle 27 de Febrero esquina Trinitaria, en donde actualmente están las oficinas de correos de Mao, Trujillo le indicó al doctor que la cabeza de Arias estaba en la gaveta de un escritorio y había órdenes de traer el resto del cuerpo, ordenándole su preparación, procurando “que no se advierta que la cabeza ha sido cercenada”. El cuerpo de Arias lo trasladaron a Santiago y luego a Montecristi donde finalmente lo sepultaron, a solicitud de su viuda, Pomona Navarro, a quien visitó Trujillo para ofrecerle sus condolencias.

### Represión posterior
El mismo día de la muerte de Arias, el tirano, con su peculiar capacidad para la simulación, aseveró públicamente que: «he sido el primero en lamentar la caída de quien fue mi aliado y mi amigo, de quien no tuvo del Gobierno y de mi propia persona, sino poderosos motivos de gratitud y a quien hasta no hace 48 horas intenté, con todo género de leales ofertas, sustraer a los designios que le reservaba la suerte de las armas”. Trujillo planificó muy cuidadosamente la muerte del general Arias debido a que este ostentaba la condición de senador de la República por la provincia de Montecristi.
El primer paso consistió en eliminar a sus principales colaboradores; en segundo lugar, Trujillo doblegó al caudillo mediante una serie de humillaciones como la presión para que renunciara a la senaduría y su apresamiento por la banda de matones conocida como «la 42», que lo obligaron a subordinarse ante el incipiente poder despótico.
Cuando Arias se percató del carácter autocrático del régimen que él había contribuido a erigir ya carecía de posibilidades para enfrentarlo. Mientras todo esto ocurría, el poderoso aparato ideológico del régimen despótico se encargaba de divulgar la imagen de Arias como el prototipo del sujeto perturbador, enemigo de la paz y del progreso.
En la propia comunidad de Gurabo, Trujillo celebró la “fiesta de la paz” en la que reunió a un gran número de campesinos. A esta actividad asistieron muchos de los antiguos prosélitos del general Arias. En el acto, Trujillo aprovechó la oportunidad para contrarrestar la simpatía que todavía en esa comunidad se sentía por el ultimado general y expresó, en tono demagógico: “… en lugar del cabecilla que os reunía para repartiros armas prohibidas y concitaros a la revuelta, surge hoy el conductor de trabajadores que poniendo en vuestras manos modernos implementos de cultivo os enseña el camino de la felicidad”.
Un mes después de la muerte de Arias la dictadura hizo publicar una carta con los nombres de los más connotados ciudadanos de la todavía común de Mao y Esperanza así como de todas las secciones rurales de ambas, en las que supuestamente se adherían al partido que gestaba Trujillo.
Encabezando a los firmantes, por ejemplo, se encontraba paradójicamente el señor Francisco Leovilgildo Madera (Panchito), reconocido crítico de la dictadura y quien sería asesinado por órdenes de Trujillo a mediados de 1950. Luego del nombre de Panchito aparecían otros miembros de la antitrujillista familia Madera como Rafael (Feso), Alberto, Francisco, Ismael, José Dolores y Ulpiano (Nanito). Posteriormente la familia Madera encabezaba la lista de los «amigos indiferentes» al régimen de Trujillo, junto a Dimas Rodríguez, Lilo Rodríguez y Dimas Rodríguez hijo.
Además se incluían los nombres de otros reconocidos desideristas como Abel Bonilla, Rafael Reyes Lozano, Gerardo Rodríguez, etc. En realidad, desde que se comenzó a gestar el Partido único trujillista, los ideólogos del régimen hacían publicar en los periódicos enormes listas de personas que supuestamente se adherían al mismo, pero luego muchos de los que aparecían firmando enviaban cartas desmintiendo la adhesión.
La muerte de Arias dejó huellas indelebles en la sociedad de Mao y durante largos años el ejército nacional no les dio cabida a los aspirantes a ser miembros de ese cuerpo nativos de aquí, lo que pone en evidencia la suspicacia que mantuvo el tirano hacia los habitantes de Mao. De la pequeña comarca de Gurabo, como ha observado Andrés L. Mateo, «partió un nuevo tipo de dominicanos, bautizados para “la paz” en ese hecho de sangre”.

#### Palabras del general Arias
- ``El gobierno para hacer buena labor, necesita de paz, y nuestro partido está en el deber de conquistarla a todo traces, primero, realizar una obra patriótica, y segundo, porque en la paz tendrá más campo para luchar en defensa de los ideales que sustenta para el bien de la República y del pueblo.’’
- “Los tiempos han cambiado y la compleja existencia nacional demanda la más firme dedicación del patriotismo en el servicio de los intereses generales del país”.

- “Pues todo cuando ellos puedan decir de mí me tiene sin cuidado porque yo no tengo nada que puedan echarme en cara ni ellos ni nadie. Mi reputación no ha sido manchada por ninguna acción indigna y por lo tanto tengo mi conciencia tranquila y mi frente demasiado alta”.

- La República necesita imperiosamente que todos sus hijos pospongan sus odios y se abracen fraternalmente, para que cesen las guerras civiles que han ensangrentado nuestro suelo y acabado con nuestra riqueza pública.

- La ocupación Americana en Haití, yo deploro profundamente esa conflictiva y grave situación en que se encuentran. Dios ha de querer que el pueblo hermano salga ileso y que los dignos descendientes del noble y altivo ALEXANDRE PETION, mantenga a la altura del saber su gloriosa bandera. 1915

- Yo he sido siempre un soldado de la libertad contra todas las tiranías.

- ¡Arriba, muy arriba he de llegar! si vivo sobre el escudo, si muero, bajo una flor y una bandera como decía el mártir. Gral.Arias

- Es muy lamentable que los ambiciosos de siempre, hayan alterado la paz pública.

- Usted no puede imaginarse la lucha que tenido por aquí, para que mañana gocen de su prosperidad todos los dominicanos en general.

#### El merengue del general Arias.
En el Archivo General de la Nación Dominicana se conservan materiales acerca del general Arias como el siguiente:
Dice Desiderio Arias
Que lo dejen trabajar
Porque si él coge el machete
Ni Dios sabe lo que habrá.
Las armas que él hoy maneja
Son las armas de sembrar;
Tiene fe en nuestra agricultura
Nuestro primer general
Ay qué General!
Con tanto valor;
Le gusta la paz,
Pero con honor.
De Santomé a Las Carreras
Del masacre a Dajabón,
Desiderio fue el varraco
Cuando mataron a Mon.
Donde ese gallo cantaba
Otro no podía cantar
Porque la gente decía
Que era un pollo real.
Ay qué General!
Con tanto valor;
Le gusta la paz,
Pero con honor.

## Sus Logros
- República Dominicana
- Presidente de la República Dominicana
- Historia de la República Dominicana

CALLES: En La Romana, en el sector denominado San Carlos, una calle lleva su nombre, la misma fue promovida el Concejal Wanchy Medina por medio de la Ordenanza 23-2014.